# Henri Mazerat
Pour les articles homonymes, voir Mazerat.
Henri Mazerat né le 1er août 1903 à Saint-Amand-Montrond (Cher) et mort le 14 septembre 1986 à Paris, est un évêque français du diocèse de Fréjus-Toulon, puis de celui d'Angers.

## Biographie
Henri Louis Marie Mazerat, né le 1er août 1903 à Saint-Amand-Montrond, est le deuxième enfant de Jules Étienne Mazerat, négociant de son état, et de Marie-Juliette Hibry, demeurant rue Sainte-Barbe à Saint-Amand-Montrond.
Il commence ses études à l'institution Sainte-Marie de Bourges avant de les poursuivre au lycée Saint-Louis à Paris. Il poursuit son parcours à l'École centrale de Paris dont il sort en 1926 avec le diplôme d'ingénieur.

### Prêtre
C'est à ce moment qu'il décide d'entrer au séminaire Saint-Sulpice d'Issy-les-Moulineaux. Il est ordonné prêtre pour le diocèse de Paris par le cardinal Verdier le 29 juin 1932, puis nommé vicaire à Sainte-Geneviève de Nanterre.
Au début de la Seconde Guerre mondiale, il s'engage comme officier d'artillerie. Il est prisonnier de guerre de 1940 à 1945 à l'Oflag XVII-A puis à l'Oflag XXI-B où il est considéré comme un « curé de camp ».
À la Libération, il est nommé, en août 1945, vicaire à la paroisse Saint-François-Xavier de Paris. Il poursuit son parcours au sein du clergé en devenant conseiller du clergé de Paris et directeur de l'œuvre des vocations en 1947, puis secrétaire-adjoint de l'Action catholique.
Le 20 avril 1958, il reçoit sa nomination de curé de Saint-François-Xavier, avant de recevoir l'annonce de son accession à l'épiscopat le 1er septembre 1958. Il est alors nommé coadjuteur de l'évêque de Fréjus-Toulon, Auguste Gaudel, avec le titre d'évêque in partibus d'Etenna (de).

### Évêque
Le 25 novembre 1958, il reçoit l'onction épiscopale dans la cathédrale Notre-Dame de Paris par le cardinal Feltin. Il est fait également à cette occasion chanoine d'honneur de la cathédrale Notre-Dame.
Il est présenté à la cathédrale de Fréjus le 7 décembre et le 8 à Toulon.
Il succède officiellement à Auguste Gaudel le 30 juin 1960 comme évêque de Fréjus-Toulon avant d'être nommé évêque d'Angers de 1962 jusqu'au 5 juillet 1974.
Souffrant de la maladie de Parkinson, il présente sa démission puis se retire chez les Petites Sœurs des pauvres, avenue de Breteuil à Paris.
Il meurt le 14 septembre 1986 à Paris.
Ses funérailles sont célébrées le 17 septembre dans la cathédrale d'Angers devant 250 prêtres, sa famille et de nombreuses personnalités locales.
Son portrait est visible à l'institution libre de Combrée ainsi que sur le site internet de l'institution.
Une association angevine porte son nom et a pour objet l'hébergement social des personnes âgées.

## Armes
Ses armes : d'azur à une croix d'or (ville de Toulon) cantonnée à dextre d'un mouton d'argent et à la bordure engrêlée de gueules (de Bourges).
Sa devise : « Cum fide et dilectione ».